# Heteroconis interrupta
Heteroconis interrupta là một loài côn trùng trong họ Coniopterygidae thuộc bộ Neuroptera. Loài này được Banks miêu tả năm 1937.